# 第6ポールスタービル火災
第6ポールスタービル火災とは、1973年（昭和48年）5月28日に東京都新宿区歌舞伎町で発生した雑居ビル火災である。死者1人を出した。

## 概要
1973年5月28日午前10時ごろ、ビル4階のクラブ「キャステル」から出火。5階にいた男性（当時23歳）が死亡したが、怪我人は出なかった。

## ビルの概要
1958年2月に、アサヒビヤセンターとして竣工。1971年に第6ポールスタービルと改称した。地上8階、地下3階(中地下2階も含む)と塔屋(PH)が2階あった。そのうちPHはエレベーター機械室であった。

### ビルテナント
ビルには以下のテナントが出店していた。
- 地下1階：バー
- 1-3階：銀行
- 4-5階：ゴーゴークラブ「キャステル」
- 6階：バー
- 7階：麻雀、バー
- 8階：ビヤホール

## 経緯
タバコの火が椅子に引火。そのあと床の絨毯やウレタンに延焼した。また初期消火もされていなかった。
7階にあった麻雀屋のアルバイトが排気口から白煙を発見。8階を点検したが火はなく、7階に戻るとさらに煙が充満していた。隣にあったコンパで女子事務員3名と話をしながら点検していたところ都市ガスメーター付近から煙が上がっていることを確認した。
麻雀屋のアルバイトの指示により女子事務員1名が119番通報をし、4名は停電していなかったことからエレベーターで避難した。だが上部のファンから煙が入っていたと証言。
4-5階は可燃物などが置かれ燃えやすい構造となっていた。さらに煙が濃く、消火は困難を極めた。
7階の4人はエレベーターで避難した。また3階の銀行で会議をしていた13人は煙が充満することと、ベルが鳴ったために客や他の従業員を避難させ、表のシャッターを半開きにして消防隊が通行しやすくした。

## ビルのその後
火災から50年近く経過した2021年現在も存在し、1階にはファミリーマートが入居している。建物は外壁パネルが貼られ、新築のようにリニューアルされている。